# Ann Cunningham
Lady Ann Cunningham, marchesa di Hamilton (1580 circa – 16 settembre 1649), è stata una nobildonna scozzese.

## Biografia
Era la quarta figlia di James Cunningham, VII conte di Glencairn, e di sua moglie, Margaret, figlia di Sir Colin Campbell di Glenurquhy, una famiglia nota per il loro impegno per protestantesimo.

## Matrimonio
Sposò, il 30 gennaio 1603, James Hamilton, II marchese di Hamilton, figlio di John Hamilton, I marchese di Hamilton, e di sua moglie, lady Margaret Lyon. Ebbero cinque figli:
- Lady Anne Hamilton (1604-1632), sposò Hugh Montgomerie, VII conte di Eglinton ed ebbero figli;
- Lady Margaret Hamilton (nata nel 1605), sposò John Lindsay, XVII conte di Crawford ed ebbero figli;
- Lady Mary Hamilton (1606-1632), sposò James Douglas, II conte di Queensberry, non ebbero figli;
- James Hamilton, I duca di Hamilton (1606-1649);
- William Hamilton, II duca di Hamilton (1616-1651).

## Morte
Morì il 16 settembre 1647.

## Ascendenza
|                                           |                    |                       | Genitori                              |  |  | Nonni |  |  | Bisnonni                                   |  |  | Trisnonni                                 |  |
|                                           |                    |                       |                                       |  |  |       |  |  | Alexander Cunningham, V conte di Glencairn |  |  | William Cunningham, IV conte di Glencairn |  |
|                                           |                    |                       |                                       |  |  |       |  |  | Alexander Cunningham, V conte di Glencairn |  |  | William Cunningham, IV conte di Glencairn |  |
|                                           |                    | Catherine Borthwick   |                                       |  |  |       |  |  | Alexander Cunningham, V conte di Glencairn |  |  |                                           |  |
| William Cunningham, VI conte di Glencairn |                    |                       |                                       |  |  |       |  |  | Alexander Cunningham, V conte di Glencairn |  |  |                                           |  |
|                                           |                    | lady Janet Hamilton   | James Hamilton, I conte di Arran      |  |  |       |  |  |                                            |  |  |                                           |  |
|                                           |                    | lady Janet Hamilton   | James Hamilton, I conte di Arran      |  |  |       |  |  |                                            |  |  |                                           |  |
|                                           |                    | lady Janet Hamilton   | Janet Bethune                         |  |  |       |  |  |                                            |  |  |                                           |  |
| James Cunningham, VII conte di Glencairn  |                    | lady Janet Hamilton   |                                       |  |  |       |  |  |                                            |  |  |                                           |  |
|                                           |                    | sir James Gordon      | sir Robert Gordon                     |  |  |       |  |  |                                            |  |  |                                           |  |
|                                           |                    | sir James Gordon      | sir Robert Gordon                     |  |  |       |  |  |                                            |  |  |                                           |  |
|                                           |                    | sir James Gordon      | Mariota Acarsane                      |  |  |       |  |  |                                            |  |  |                                           |  |
| Janet Gordon                              |                    | sir James Gordon      |                                       |  |  |       |  |  |                                            |  |  |                                           |  |
|                                           |                    | Margaret Crichton     | Robert Crichton                       |  |  |       |  |  |                                            |  |  |                                           |  |
|                                           |                    | Margaret Crichton     | Robert Crichton                       |  |  |       |  |  |                                            |  |  |                                           |  |
|                                           |                    | Margaret Crichton     | Egidia Grierson                       |  |  |       |  |  |                                            |  |  |                                           |  |
| lady Ann Cunningham                       |                    | Margaret Crichton     |                                       |  |  |       |  |  |                                            |  |  |                                           |  |
|                                           | sir Colin Campbell | sir Duncan Campbell   |                                       |  |  |       |  |  |                                            |  |  |                                           |  |
|                                           | sir Colin Campbell | sir Duncan Campbell   |                                       |  |  |       |  |  |                                            |  |  |                                           |  |
|                                           | sir Colin Campbell | lady Margaret Douglas |                                       |  |  |       |  |  |                                            |  |  |                                           |  |
| sir Colin Campbell                        | sir Colin Campbell |                       |                                       |  |  |       |  |  |                                            |  |  |                                           |  |
|                                           |                    | lady Marjory Stewart  | John Stewart, I conte di Atholl       |  |  |       |  |  |                                            |  |  |                                           |  |
|                                           |                    | lady Marjory Stewart  | John Stewart, I conte di Atholl       |  |  |       |  |  |                                            |  |  |                                           |  |
|                                           |                    | lady Marjory Stewart  | lady Eleanor Sinclair                 |  |  |       |  |  |                                            |  |  |                                           |  |
| Margaret Campbell                         |                    | lady Marjory Stewart  |                                       |  |  |       |  |  |                                            |  |  |                                           |  |
|                                           |                    | William Ruthven       | William Ruthven                       |  |  |       |  |  |                                            |  |  |                                           |  |
|                                           |                    | William Ruthven       | William Ruthven                       |  |  |       |  |  |                                            |  |  |                                           |  |
|                                           |                    | William Ruthven       | Jean Hepburne                         |  |  |       |  |  |                                            |  |  |                                           |  |
| Catherine Ruthven                         |                    | William Ruthven       |                                       |  |  |       |  |  |                                            |  |  |                                           |  |
|                                           |                    | Janet Halyburton      | Patrick Halyburton, IV lord Dirletoun |  |  |       |  |  |                                            |  |  |                                           |  |
|                                           |                    | Janet Halyburton      | Patrick Halyburton, IV lord Dirletoun |  |  |       |  |  |                                            |  |  |                                           |  |
|                                           |                    | Janet Halyburton      | Margaret Douglas                      |  |  |       |  |  |                                            |  |  |                                           |  |
|                                           |                    | Janet Halyburton      |                                       |  |  |       |  |  |                                            |  |  |                                           |  |